# ألان هندرسون
ألان هندرسون (بالإنجليزية: Alan Henderson) مواليد 2 ديسمبر 1972 في مورغانتاون، هو لاعب كرة سلة أمريكي معتزل بدأ مسيرته الاحترافية في سنة 1995 حيث تم اختياره من قبل فريق أتلانتا هوكس خلال الدرافت. حقق المركز الثالث في ألعاب النوايا الحسنة 1994. اعتزل اللعب في 2007. أحرز خلال مسيرته في الإن بي إيه 5094 نقطة.

## المسيرة الاحترافية
لعب مع أتلانتا هوكس من سنة 1995 إلى 2004، ثم لعب مع دالاس مافيريكس في موسم 2004–2005، ثم لعب مع كليفلاند كافالييرز في موسم 2005–2006، ثم لعب مع فيلادلفيا سفنتي سيكسرز في موسم 2006–2007.

## الميداليات
| الميدالية | المسابقة                  |
| --------- | ------------------------- |
| برونزية   | ألعاب النوايا الحسنة 1994 |

## روابط خارجية
- ألان هندرسون على موقع إن بي أي (الإنجليزية)
- ألان هندرسون على موقع سبورتس رفرنس (الإنجليزية)
- ألان هندرسون على موقع كرة السلة الأوروبية.كوم (الإنجليزية)
- ألان هندرسون على موقع كلية كرة السلة في سبورتس رفرنس.كوم (الإنجليزية)
- ألان هندرسون على موقع ريلجم (الإنجليزية)
- ألان هندرسون على موقع بروبوليرز (الإنجليزية)